# Niels Bohr
Niels Henrik David Bohr (n. 7 octombrie 1885, Copenhaga, Danemarca – d. 18 noiembrie 1962, Copenhaga, Danemarca), fizician danez de origine evreiască (din partea mamei), care a avut contribuții esențiale la înțelegerea structurii atomice și a mecanicii cuantice.
Autor al modelului atomic, care îi poartă numele, Niels Bohr a fost profesor de fizică și directorul Institutului de Fizică Teoretică din Copenhaga. A adaptat teoria cuantică la studiul structurii atomice și s-a preocupat de cercetări de fizică nucleară.
Pentru contribuțiile sale fundamentale la dezvoltarea înțelegerii structurii materiei, Bohr a fost laureat al Premiului Nobel pentru Fizică în 1922. Familia sa a excelat în știință; fiul său, Aage Niels Bohr a primit premiul Nobel în 1975 pentru cercetările sale privind structura nucleului atomic, iar fratele, Harald Bohr, a fost un cunoscut matematician.

## Biografie
Născut în Copenhaga, fiul lui Christian Bohr, un luteran devotat și profesor de fiziologie la Universitatea din oraș, și Ellen Adler, descendentă dintr-o familie de evrei bogați de mare importanță în sectorul bancar danez și în "cercurile Parlamentului". În 1891, Niels Bohr a fost botezat ca luteran. După doctoratul la Universitatea din Copenhaga în 1911, lucrează în educație în continuare în laboratorul Cavendish din Cambridge cu chimistul Joseph John Thomson, descoperitorul electronului (subiectul tezei de doctorat a lui Bohr) și laureat al Premiului Nobel 1906, care nu a arătat mare interes pentru Bohr și alți tineri; el a terminat studiile la Manchester, după ce a studiat sub Ernest Rutherford, cu care a stabilit o relație științifică și de prietenie de durată. În 1916, Bohr a început să practice ca profesor de fizică teoretică la Universitatea din Copenhaga, s-a ocupat de obținerea unor fonduri pentru a crea Institutul Nordic pentru Fizică Teoretică, pe care l-a condus din 1920 până la moartea sa. În 1943, în plină desfășurare a celui de al doilea Război Mondial, Bohr a fugit în Suedia, pentru a evita arestarea sa de către poliția germană; mai târziu, a plecat la Londra. Sprijinit de anglo-americani, încearcă să dezvolte arma nucleară, convins fiind că bomba germană era iminentă, lucrând la producerea acesteia în cadrul Proiectului Manhattan în Los Alamos, New Mexico (USA). După război, pledând pentru utilizarea în scopuri pașnice a energiei nucleare, a revenit la Copenhaga, unde a locuit până la moartea sa în 1962. Fratele său mai mic, Harald Bohr (1887-1951), a fost, de asemenea, un matematician de renume și fotbalist olimpic[1]. Fiul lui Niels, Aage Niels Bohr (1922-2009) a călcat pe urmele tatălui său, el activând la institutul înființat de tatăl său, reușind să-l ia în conducere (1963-1970). A câștigat, de asemenea, Premiul Nobel pentru Fizică în 1975.

### Creația științifică
Niels Bohr este pe drept considerat a fi unul dintre cei mai mari fizicieni ai secolului XX, atât pentru contribuția sa excepțională la crearea mecanicii cuantice, a teoriei nucleului și a teoriei fisiunii nucleare, pentru crearea școlii de fizică teoretică de la Copenhaga, care a stabilit unul dintre cele mai înalte standarde a cercetării științifice din lume, cât și pentru contribuția sa excepțională la elucidarea legilor fundamentale ale fizicii secolului XX, a relației dintre noile teorii fundamentale ale naturii: mecanica cuantică și teoria relativității.
În anul 1913 a formulat postulatele teoriei cuantice ale atomului, conform cărora 1) atomul se află în stări staționare cu energie (sau alți parametri) constantă în care nu emite radiație și nu absoarbe radiație 2) Radiația are loc doar la tranzițiile cuantice ale atomului de pe un nivel cuantic pe altul. În cazul când atomul coboară de pe un nivel cu energie totală mai mare pe un nivel cu energie totală mai mică, are loc radiația de fotoni (luminii=, iar în cazul când atomul trece de pe un nivel inferior de energie totală pe un nivel superior are loc absorbția de fotoni (luminii). Frecvența luminii (radiației) emise (absorbite) este proporțională cu diferența de energie dintre nivelul inițial și final, iar coeficientul de proporționalitate dintre diferența de energii și frecvența luminii emise (absorbite) este constanta lui Plank.
{\displaystyle E(2)-E(1)=h\nu =h\omega /(2\pi )=\hbar \omega \ }
Ulterior aceste postulate au fost precizate prin formularea așa numitor reguli de cuantificare Bohr-Sommerfeld.
Aceste postulate ale lui Bohr au permis să elucideze problema stabilității atomului, care conform teoriei clasice a radiației, formulate de James Clerck Maxwell, ar fi trebuit să se dezintegreze prin căderea electronilor radianți pe nucleu.
Formularea postulatelor cuantice ale lui Bohr a constituit următorul pas și o perfecționare a modelului atomic adoptat la acea vreme de Rutherford, lord Kelvin și alți fizicieni. În anul 1939 împreună cu discipolul său John Archibald Wheeler a propus teoria cantitativă a fisiunii nucleului de uraniu. Bohr elaborează modelul picăturii de lichid al nucleului atomic și demonstrează că nu toți izotopii de uraniu pot fi fisionați, ci numai U-235.
Lui Niels Bohr îi aparține un rol remarcabil în stabilirea caracterului probabilistic al legilor naturii la nivel cuantic, prin care aceasta se deosebește de legile deterministe ale fizicii clasice. În speță, Niels Bohr a accentuat acest caracter în discuțiile sale aprinse cu Albert Einstein.

### Principiile corespondenței și al complementarității
Tot lui Niels Bohr îi aparține formularea principiul fundamental al corespondenței, care enunță că orice teorie nouă, mai avansată, trebuie să corespundă, pentru valori limită ale unor parametri ai teoriilor mai vechi. Un caz particular al acestui principiu general îl constituie aproximația quasi clasică din mecanica cuantică, care este valabilă pentru numere cuantice mari.
În colaborare cu Werner Heisenberg a formulat principiul complementarității, conform căruia mărimile fizice se împart în grupe complementare, relația dintre mărimile dintre aceste grupe, stabilindu-se prin principiul incertitudinii, formulat anterior de Werner Heisenberg.

### Școală de mecanică cuantică de la Copenhaga
Niels Bohr a creat la Copenhaga așa numita școală de mecanică cuantică de la Copenhaga, printre discipolii căruia s-au aflat fizicieni de mare valoare din toate colțurile lumii, printre care se numărau și:
- Piotr Kapița
- Paul Dirac
- Enrico Fermi
- Werner Heisenberg
- Lev Landau
- Wolfgang Pauli
- Leon Rosenfeld
- John Archibald Wheeler

### Niels Bohr și bomba atomică[45]
Niels Bohr a fost unul dintre importanții oameni ai Proiectului Manhattan.